# Похотне госпође
Похотне госпође је немачки порнографски филм. Режирао га је Максвел Штерн (Maxwell „Max” Stern). Филм је у Србији издало новосадско предузеће Hexor 2007. године у тиражу од 500 комада. Нема описа на омоту, интерна ознака српског издавача је DR17, а каталошки број COBISS.SR-ID 222931463.